# 1 złoty wzór 1989
1 złoty wzór 1989 – moneta jednozłotowa, wprowadzona do obiegu 28 grudnia 1988 zarządzeniem prezesa Narodowego Banku Polskiego z 10 grudnia 1988 r. (M.P. z 1988 r. nr 35, poz. 325), wycofana z obiegu z dniem denominacji z 1 stycznia 1995 roku, rozporządzeniem prezesa Narodowego Banku Polskiego z dnia 18 listopada 1994 r. (M.P. z 1994 r. nr 61, poz. 541).
Złotówkę wzoru 1989 bito z datami rocznymi 1989 oraz 1990.

## Awers
W centralnym punkcie umieszczono godło – orła bez korony, poniżej rok bicia, dookoła napis „POLSKA RZECZPOSPOLITA LUDOWA”, a pod łapą orła dodano znak mennicy w Warszawie.

## Rewers
Na tej stronie monety znajdują się cyfrę „1", poniżej napis „ZŁ” dookoła gałązka laurowa przepasana pośrodku wstążką.

## Nakład
Mennica Państwowa w Warszawie biła monetę w aluminium PA-2 na krążku o średnicy 16 mm, masie 0,57 grama, z rantem ząbkowanym. Projektantami byli:
- Stanisława Wątróbska-Frindt (awers) oraz
- Josef Koreň i Anton Hám (rewers).

Nakłady monety w poszczególnych latach przedstawiały się następująco:
| Rocznik      | Znak mennicy | Nakład (sztuk) | Uwagi |
| ------------ | ------------ | -------------- | --- |
| 1 złoty 1989 | MW           | 49 410 000     | istnieją monety wybite stemplem lustrzanym1 (nakład 5000 sztuk)                                                                                        |
| 1 złoty 1990 | MW           | 30 667 000     | istnieją monety wybite stemplem lustrzanym (nakład 5000 sztuk), istnieją odmiany z listkami wieńca laurowego złączonymi albo rozdzielonymi na rewersie |

gdzie: 1 – bicia stemplem lustrzanym wykonano w Mennicy Państwowej na początku lat 90. XX w. w ramach emisji zestawów rocznikowych monet PRL z lat 1979, 1980, 1981, 1982, 1986, 1987, 1988, 1989, 1990

## Opis
Moneta zastąpiła złotówkę wzór 1986. Redukcji uległy średnica i masa monety.
Moneta z roku 1990, mimo zmiany z dniem 1 stycznia 1990 r. nazwy państwa na Rzeczpospolita Polska i godła na orła w koronie, miała stary wzór awersu, a więc nazwę państwa „POLSKA RZECZPOSPOLITA LUDOWA” oraz godło w postaci orła bez korony.
Od 28 grudnia 1988 do dnia denominacji z 1 stycznia 1995, w obiegu były równocześnie złotówki o średnicach 25 mm i 16 mm.

## Wersje próbne
Istnieje wersja tej monety należąca do serii próbnej w niklu (1989) z wypukłym napisem „PRÓBA”, wybita w nakładzie 500 sztuk. Katalogi informują również o istnieniu wersji próbnych technologicznych w mosiądzu (1989) oraz aluminium (1989) z wypukłym napisem „PRÓBA”, o nieznanych nakładach.